# شوایکس
شوایکس (به آلمانی: Schweix) یک شهر در آلمان است که در زودوستپفالتس واقع شده‌است. شوایکس ۳۵۴ نفر جمعیت دارد.